# Longelinopodius longicollis
Longelinopodius longicollis är en skalbaggsart som först beskrevs av Leon Fairmaire 1903.  Longelinopodius longicollis ingår i släktet Longelinopodius och familjen långhorningar.
Artens utbredningsområde är Madagaskar. Inga underarter finns listade i Catalogue of Life.